# Gymnothorax elegans
Gymnothorax elegans är en fiskart som beskrevs av Bliss, 1883. Gymnothorax elegans ingår i släktet Gymnothorax och familjen Muraenidae. Inga underarter finns listade i Catalogue of Life.